# Wypadek w szybie nr 8
Wypadek w szybie nr 8 (org. Случай на шахте "Bосемь") – radziecki melodramat z 1957 roku w reż. Władimira Basowa.

## Opis fabuły
Jegor Krajew to despotyczny dyrektor kombinatu węglowego za kręgiem polarnym, któremu, ze względu na osiągane wyniki, nikt nie śmie się przeciwstawić. Jego sposób zarządzania kopalnią, oparty na maksymalnym wykorzystaniu dostępnych mu środków i ludzi, daje wprawdzie wysokie wydobycie i płace, jednak w końcu doprowadza do wypadku – zapadnięcia się części szybu. Winą za niego Krajew obarcza głównego geologa Pawłowicza, który zostaje zwolniony ze stanowiska. Świadkiem wypadku jest świeżo przybyły do kopalni młody geolog Wołodia Batanin, który szybko odkrywa, że metody Krajewa doprowadzają do przemęczenia ludzi (którzy pracują po dwie zmiany z rzędu), wyśrubowania norm, lekceważenia przepisów BHP, itp. Postanawia wydać walkę Krajewowi i jego stylowi pracy, co bardzo szybko kończy się dla niego konfliktem z dyrektorem, oskarżeniem o pieniactwo oraz postawieniem przed egzekutywą partyjną pod groźbą wydalenia z partii i pracy. Cała sprawa ma wymiar nie tylko zawodowy – Wołodia kocha się z wzajemnością w córce Krajewa Ałle. Dziewczyna, nie mogąc znieść ataków ze strony ojca i jego popleczników na Wołodię, w końcu po kłótni z ojcem wyprowadza się z domu i zamieszkuje w wynajmowanym przez ukochanego pokoju. Młodzi biorą ślub i żyją szczęśliwie. Wołodia musi jednak stawić się przed egzekutywą partyjną. Gdy do niej w końcu dochodzi Wołodia, odwołując się do starych robotników-komunistów potrafi swoimi argumentami przeciągnąć ich na swoją stronę. Nieoczekiwanie, głosy starych, partyjnych towarzyszy doprowadzają do ostrej krytyki i obalenia niezachwianej do tej pory pozycji Krajewa.

## Obsada aktorska
- Anatolij Kuzniecow – technolog Wołodia
- Natalia Fatiewa – Ałła Krajewa
- Nikołaj Bogolubow – dyrektor Krajew
- Gieorgij Kulikow – Guszczyn (sekretarz komitetu partyjnego)
- Boris Kordunow – Tasin
- Jurij Sarancew – Kaprałow (kierownik odcinka robót)
- Afanasij Koczetkow – górnik Bajkow
- Larysa Kaczanowa – Wala (samotna kobieta z dzieckiem)
- Nikołaj Grabbe – Wołkow (naczelnik wydziału kadr)
- Nikołąj Parfionow – Firsow (kierownik odcinka robót)
- Aleksiej Jan – Arsienij (stary geolog)
- Dmitrij Orłowski – stary robotnik, którego dom zniszczono podczas akcji ratunkowej
- Piotr Lubeszkin – górnik na zebraniu
- Oleg Mokszancew – pracownik kopalni
- Aleksandr Lebiediew – Kazulin
- Walentin Brylejew – chuligan w stołówce
- Nikołaj Skorobogatow – chuligan w stołówce
- Jelena Wolska – Lizoczka, pracownica kopalni
- Gieorgij Michajłow – członek komitetu partyjnego
- Piotr Muchin – członek komitetu partyjnego
- Troadij Dobrotworski – Iwan, działacz partyjny
- Siergiej Borisow – członek komitetu partyjnego
- Konstantin Swietłow – górnik z Donbasu
- Boris Szuchmin – stary robotnik-aktywista
- Margarita Krinicyna – kelnerka
- Walentyna Ananina – przedszkolanka
- Iwan Łobyzowski – sprzedawca w domu towarowym

i inni.